# Синяя птица (самолёт)
Синяя птица (Фюзеляж самолёта имел окраску в синий цвет) — первый советский пассажирский самолёт. Является переделкой немецкого разведчика Hansa-Brandenburg C.I, выполненной конструктором Николаем Ефимовичем Шварёвым.

## История
Началу создания первого советского пассажирского самолёта послужила инициатива Игнатия Александровича Валентея, инициатора организации первых полётов на маршруте Москва - Нижний-Новгород выполняемых на самолетах Junkers F.13. Не имея подходящей конструкционной базы, конструктору Шварёву пришлось взять за основу конструкции трофейный немецкий самолёт-разведчик Hansa-Brandenburg C.I. Испытания проводились летом 1923 года, лётчиком Савиным И. Г. В ходе испытаний выяснилось, что при наличии на борту двух пассажиров машина имеет затрудняющую пилотирование заднюю центровку. В 1924 году машина была передана в Добролёт, где она числилась в числе неисправных. В следующем году в списках Добролёта самолёт отсутствует.

## Конструкция
Синяя птица представлял собой двухстоечный биплан "Ганза-Бранденбург" С-1 в котором значительно переделан корпус, на месте воздушного стрелка был оборудован пассажирский отсек с двумя креслами расположенными напротив. В бортах пассажирской кабины было сделано два овальных окна. Двигатель "Бенц" мощностью 220 л.с.

### Технические характеристики
- Экипаж: 5
- Длина: 8,95 м
- Размах крыла: 12,25 м
- Высота: 3,80 м
- Площадь крыла: 36,5 м²
- Коэффициент удлинения крыла:
- Профиль крыла:
- Масса пустого: кг
- Масса снаряженного: кг
- Нормальная взлетная масса: кг
- Максимальная взлетная масса: кг
- Масса полезной нагрузки: 300 кг
- Масса топлива и масла: кг
- Двигатели: 1× Benz Bz.IV
- Мощность: 1× 220 л.с.

### Лётные характеристики
- Максимальная скорость: 135 км/ч
  - у земли:
  - на высоте:
- Крейсерская скорость:
- Посадочная скорость:
- Практическая дальность:
- Практический потолок:
- Скороподъёмность: м/с
- Нагрузка на крыло: кг/м²
- Тяговооружённость: Вт/кг
- Максимальная эксплуатационная перегрузка: g [2][3]